# Nætur
Chansons représentant l'Islande au Concours Eurovision de la chanson
Þá veistu svarið
(1993) Núna
(1995)
Nætur (en français, Nuits) est la chanson représentant l'Islande au Concours Eurovision de la chanson 1994. Elle est interprétée par Sigga.

## Eurovision
La chanson est présentée lors de la finale nationale islandaise le 23 février 1994 par la sœur de Sigga, Sigrun, qui avait déjà chanté avec elle en tant que membre du groupe Heart 2 Heart au Concours Eurovision de la chanson 1992. Le jury choisit cette chanson à la fin de l'émission. Cependant, la direction de RÚV estime que l'arrangement de la chanson ne mènerait pas à la victoire, un nouvel arrangement est créé pour la finale du concours Eurovision de la chanson par Frank McNamara, le chef d'orchestre et remplace Sigrun par Sigga.
La chanson est la cinquième de la soirée, suivant Ime ánthropos ki egó interprétée par Evrydíki pour Chypre et précédant Lonely Symphony (We Will Be Free) interprétée par Frances Ruffelle pour le Royaume-Uni.
À la fin des votes, elle obtient 49 points (dont 12 du Royaume-Uni) et finit à la douzième place sur vingt-cinq participants.